# Kahama
Kahama es una ciudad de Tanzania perteneciente a la región de Shinyanga en el noroeste del país. Dentro de la región, forma una subdivisión equiparada a un valiato y es al mismo tiempo la sede administrativa del vecino valiato rural homónimo sin pertenecer al mismo.
En 2012, la ciudad tenía una población total de 242 208 habitantes.
Se ubica unos 80 km al oeste de Shinyanga, sobre la carretera B3 que une Singida con Ruanda.
La ciudad se ha desarrollado notablemente desde finales del siglo XX como un centro de minería del oro.

## Subdivisiones
El territorio de la ciudad se divide en las siguientes 20 katas:
- Busoka
- Isagehe
- Iyenze
- Kagongwa
- Kahama Mjini
- Kilago
- Kinaga
- Majengo
- Malunga
- Mhongolo
- Mhungula
- Mondo
- Mwendakulima
- Ngogwa
- Nyahanga
- Nyandekwa
- Nyasubi
- Nyihogo
- Wendele
- Zongomera